# 누크 (소프트웨어)
누크(영어: NUKE)는 더 파운드리가 개발한 노드 기반 디지털 합성 응용 프로그램의 하나로, 영화 및 텔레비전 프로그램의 후반 작업에 사용된다. 누크는 마이크로소프트 윈도우 7, OS X 10.9, 레드햇 엔터프라이즈 리눅스 5 이후 버전의 운영 체제에서 이용할 수 있다.
누크의 사용자로는 디지털 도메인, 월트 디즈니 애니메이션 스튜디오, 드림웍스 애니메이션, 소니 픽처스 이미지웍스, 소니 픽처스 애니메이션, 프레임스토어, 웨타 디지털, 인더스트리얼 라이트 & 매직 등이 있다.

## 역사
누크(NUKE: New compositor에서 기원)는 원래 1993년 시작된 디지털 도메인 사내에서 사용할 목적으로 소프트웨어 공학자 Phil Beffrey와 이후 Bill Spitzak이 개발하였다. 표준 합성뿐 아니라, 누크는 오토데스크 플레임의 고해상도 버전의 합성 렌더링을 위해 사용되었다.